# Cordon Vert (Coty)
Cordon Vert est une cologne créée par le parfumeur François Coty et sortie en France en 1905. C'est la première fragrance d'une série d'Eaux de Coty dont quelques formules sont conservées à l'Osmothèque.

## Historique
Le jeune François Coty avait fait ses premiers pas avec des eaux de Cologne, chez un pharmacien de l'Avenue de La Motte-Picquet, lequel, impressionné par son talent, l’aurait encouragé à poursuivre dans la voie de la parfumerie et à se former chez Chiris à Grasse.
Cordon Vert est l'un des premiers parfums de Coty. Dans son ouvrage Les Sens du Parfum, Guy Robert, créateur de parfums comme Calèche, décrit Cordon Vert comme l'un des parfums incontournables de la parfumerie moderne. L'un des cinq parfums Coty « à essayer absolument » ; Robert le place aux côtés de ses meilleures créations telles Le Chypre de Coty, Ambre Antique, Émeraude et L'Origan.

## Composition et notes
L'étiquette indique  que la fragrance est « exclusivement composée d'essences de fruits de Sicile et de fleurs de France » ; la composition de François Coty, par son caractère léger bien qu'original et tenace, fait sensation auprès du public, notamment en Russie où c'est un best-seller.
C'est la plus verte des eaux de Coty, avec un citron vert intense, associé au galbanum, soutenu par des notes d'agrumes : citron, mandarine et verveine, qui en s’estompant laissent place à la verveine à base de plantes, associée au galbanum. Un soupçon d'épices avec l'œillet et la lavande, le patchouli et la mousse de chêne donne au fond une base ferme. Le petit-grain apporte également un peu de douceur boisée .

## Flacons
Les flacons d'origine, art déco, en verre côtelé latéralement, sont signés Baccarat, ils sont surmontés d'un bouchon en galalithe teinté vert, et portent pour certains une étiquette armoriée.

## Postérité

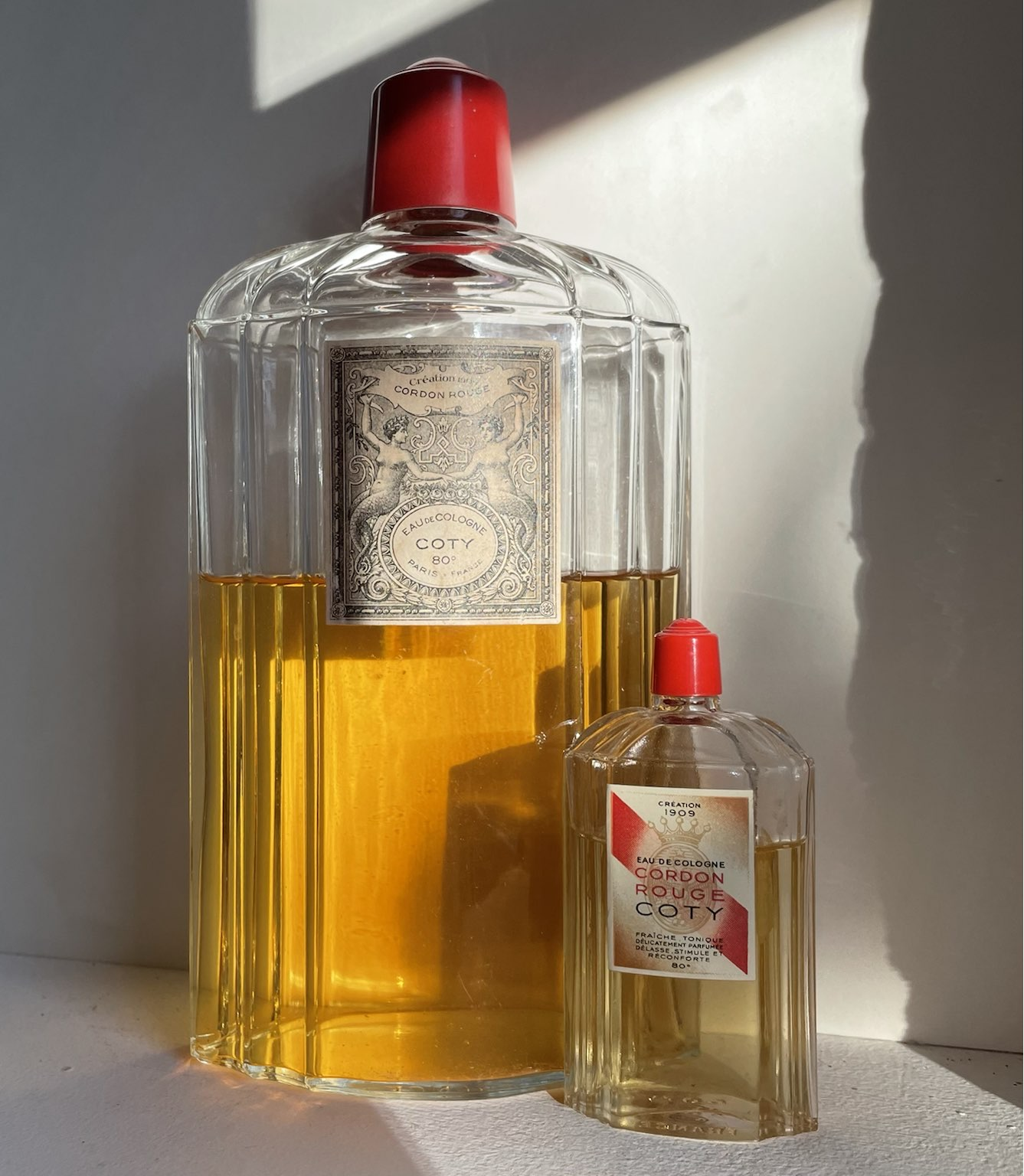

Quatre ans plus tard, en 1909,  François Coty, lance Cordon Rouge, et, en 1939, quelques années après sa mort, la société Coty lance Cordon Noir. 
Serge Heftler-Louiche, parfumeur directeur général des parfums Coty, puis fondateur des Parfums Christian Dior, qui prise particulièrement Cordon Vert,  lance  en 1953, l'Eau Fraîche,  puis en 1966  l' Eau sauvage  toutes deux créées par Edmond Roudnitska.